# Liste der Fahnenträger der angolanischen Mannschaften bei Olympischen Spielen
Die Liste der Fahnenträger der angolanischen Mannschaften bei Olympischen Spielen listet chronologisch alle Fahnenträger angolanischer Mannschaften bei den Eröffnungs- (EF) und Abschlussfeiern (AF) Olympischer Spiele auf.

## Liste der Fahnenträger
| Mannschaft             | Veranstaltung | Fahnenträger (EF)         | Fahnenträger (AF)          |
| ---------------------- | ------------- | ------------------------- | -------------------------- |
| 1980 in Moskau         | Sommerspiele  | Fernando Lopes            |                            |
| 1988 in Seoul          | Sommerspiele  | João N’Tyamba             |                            |
| 1992 in Barcelona      | Sommerspiele  |                           |                            |
| 1996 in Atlanta        | Sommerspiele  | Palmira de Almeida        |                            |
| 2000 in Sydney         | Sommerspiele  | Nadía Cruz                |                            |
| 2004 in Athen          | Sommerspiele  | Ângelo Victoriano         | Elisa Manuela Webba Torres |
| 2008 in Peking         | Sommerspiele  | João N’Tyamba             | Filomena Trindade          |
| 2012 in London         | Sommerspiele  | Antónia Moreiro de Fátima | Marcelina Kiala            |
| 2016 in Rio de Janeiro | Sommerspiele  | Luisa Kiala               | Cristina Direito Branco    |
| 2020 in Tokio          | Sommerspiele  | Natália Bernardo          | Volunteer                  |
| 2020 in Tokio          | Sommerspiele  | Matias Montinho           | Volunteer                  |
| 2024 in Paris          | Sommerspiele  | Azenaide Carlos           | Edmilson Pedro             |

Anmerkung: (EF) = Eröffnungsfeier, (AF) = Abschlussfeier

## Statistik
| Rang    | Sportart       | EF | AF | ∑  |
| ------- | -------------- | -- | -- | -- |
| 1       | Handball       | 4  | 4  | 8  |
| 2       | Leichtathletik | 2  | 0  | 2  |
| 2       | Schwimmen      | 2  | 0  | 2  |
| 2       | Judo           | 1  | 1  | 2  |
| 5       | Basketball     | 1  | 0  | 1  |
| 5       | Segeln         | 1  | 0  | 1  |
| 5       | Volunteer      | 0  | 1  | 1  |
| Gesamt: | Gesamt:        | 11 | 6  | 17 |

| Rang                   | Sportart | EF | AF | ∑ |
| ---------------------- | -------- | -- | -- | - |
| bisher keine Teilnahme |          |    |    |   |
| Gesamt:                | Gesamt:  | 0  | 0  | 0 |

| Rang    | Sportart       | EF | AF | ∑  |
| ------- | -------------- | -- | -- | -- |
| 1       | Handball       | 4  | 4  | 8  |
| 2       | Leichtathletik | 2  | 0  | 2  |
| 2       | Schwimmen      | 2  | 0  | 2  |
| 2       | Judo           | 1  | 1  | 2  |
| 5       | Basketball     | 1  | 0  | 1  |
| 5       | Segeln         | 1  | 0  | 1  |
| 5       | Volunteer      | 0  | 1  | 1  |
| Gesamt: | Gesamt:        | 11 | 6  | 17 |